# Lac des Piles
Pour les articles homonymes, voir Piles.
Le lac des Piles (prononcé [lakdepɪl]) est situé dans le secteur de Saint-Jean-des-Piles, près de Grand-Mère, dans le territoire de Shawinigan, en Mauricie, au Québec, au Canada. La villégiature est développée autour du lac à cause de sa nature pittoresque, ainsi que sa proximité des centre-ville de Grand-Mère et Shawinigan.
Le secteur de Grand-Mère s'approvisionne en eau potable dans ce lac ; ce qui implique une règlementation municipale particulière quant à la villégiature et aux activités récréo-touristiques. Ce lac est réputé pour la plongée sous-marine, à cause de la limpidité des eaux (visibilité entre 6 et 10 m.).
La plage Baie-Martin s'avère un endroit propice à la baignade, pique-nique ou camping.

## Géographie
Le lac des Piles est situé à :
- 5,6 km au nord-ouest de l'autoroute 55 (à la hauteur du secteur de Grand-Mère, de la ville de Shawinigan ;
- 3,2 km au nord de la courbe de la rivière Shawinigan, à la hauteur du secteur de Saint-Gérard-des-Laurentides ;
- 1,6 km au sud-est de l'embouchure du lac la pêche (Shawinigan), lequel est englobé dans le parc national de la Mauricie. Ce lac reçoit les eaux du lac Isaïe situé à 1,2 km plus au nord ;
- 1,1 km au nord-est du "lac à la Perchaude" (Shawinigan).

Le lac des Piles recueille les eaux notamment du lac du canard (long de 0,7 km et 189 m d'altitude), situé 0,2 km au nord-ouest.
L'embouchure du lac des Piles est située du côté est du lac, au fond d'une petite baie longue de 0,4 km. Un barrage a été aménagé à l'embouchure du lac (coordonnées décimales : -72.77444 ; 46.65944). Le lac des Piles se décharge dans la rivière des Piles laquelle coule sur 4 km vers le nord-est en territoire forestier et agricole, dans le rang Saint-Olivier. La rivière des Piles coule en parallèle à la "rivière Grand-Mère" qui traverse la ville de Grand-Mère et dont l'embouchure est située du côté nord de l'ancien pont de Grand-Mère ; et en parallèle à la "décharge du Lac Turner" qui rejoint la rivière des Piles juste avant son embouchure.
La rivière des Piles se déverse sur la rive droite de la rivière Saint-Maurice, dans le secteur Saint-Jean-des-Piles (au sud-est du village), en face de Grandes-Piles. L'embouchure de cette petite rivière est située à 6,2 km[Interprétation personnelle ?] (mesuré par l'eau) en amont du "pont des Piles" (route 155) qui enjambe la rivière Saint-Maurice ou à 7,6 km (mesuré par l'eau)[Interprétation personnelle ?] en amont du pont de Grand-Mère, situé tout près du sommet de la centrale de Grand-Mère.
La profondeur du lac des Piles atteint 83 m, près de la falaise principale. Une île boisée est située au centre du lac (près de la rive-nord). La Baie-Martin est située du côté nord. Une route ceinture le lac. Le sous-bassin versant situé au sud du "lac des Piles" est celui de la rivière Shawinigan.

## Plongée sous-marine
Au lac des Piles, les amateurs de plongée sous-marine peuvent pratiquer ce sport, notamment à neuf sites de plongée : La Pirogue, Les Épaves, La Falaise Principale, Pointe Ouest de l'Île, Sud de l'Île, Pointe Est de l'Île, Ancien hôtel, Haut-Fond Baie-Martin et Falaise Baie-Martin. Chaque site de plongée a ses attraits naturels ou parfois aménagés. Sous l'eau, les plongeurs peuvent observer diverses formes de formations rocheuses peuplés d'achigans, perchaudes et autres. Quelques pourvoyeurs offrent des services et équipements de plongée.

## Toponymie
Le toponyme "lac des Piles" est inter relié au secteur des Piles dont les deux villages sont désignés :
- Saint-Jean-des-Piles (côté ouest de la rivière Saint-Maurice), lequel est regroupé depuis 2002 à la ville de Shawinigan, et
- Saint-Jacques-des-Piles (côté est de la rivière Saint-Maurice, soit la municipalité de Grandes-Piles, faisant partie de la MRC Mékinac.

Le toponyme lac des Piles a été inscrit le 5 décembre 1968 à la Banque des noms de lieux de la Commission de toponymie du Québec.